# تشاروا
تشاروا (بالإسبانية: Charrúa)‏ هي قبيلة سابقة من السكان الأصليين في المخروط الجنوبي من أمريكا الجنوبية في أوروغواي الحالية  والمناطق المتاخمة في الأرجنتين (إنتري ريوس) والبرازيل (ريو غراندي دو سول).  كانوا أحد الشعوب الرحالة التي تتميز بالترحال والتنقل وأعالوا أنفسهم أساسا من خلال الصيد والجمع. وبما أن الموارد لم تكن دائمة في المنطقة، فقد اعتمدوا دوما على الترحال. كانت العوامل الطبيعية كالأمطار والجفاف وغيرها تحدد حركتهم. لهذا السبب كانوا يدعون الرحل الموسميين أو nomadas estacionales. 

## التاريخ

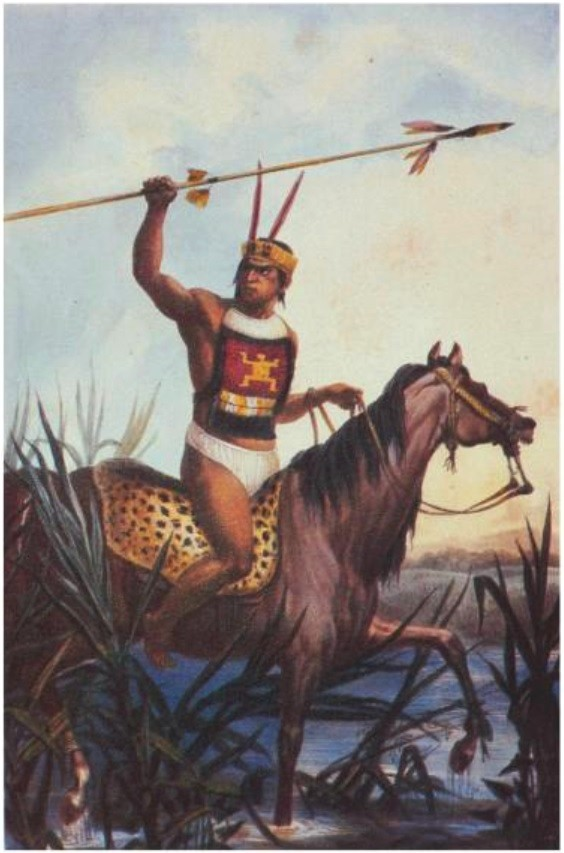
محارب من التشاروا.

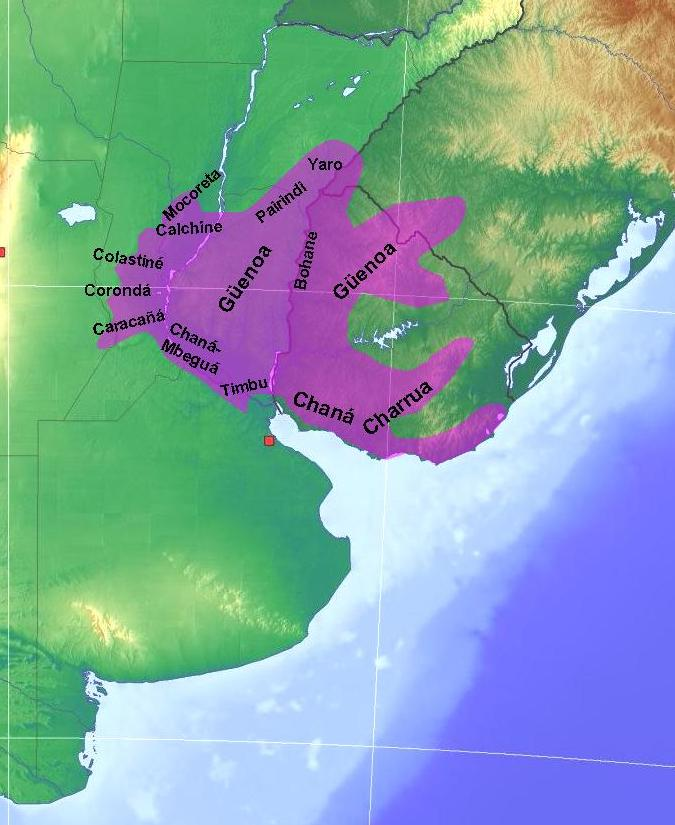
أراضي تشاروا

يعتقد أن التشاروا هاجروا من باراغواي شمالًا إلى أوروغواي جنوبًا بعد أن طردهم شعب غواراني من أرضهم منذ حوالي 4000 سنة. 
وفقا للتاريخ الشعبي، قتل شعب تشاروا المستكشف الاسباني خوان دياز دي سوليس خلال رحلته عام 1515 إلى ريو دي لا بلاتا، ولكن الباحثين نقضوا هذا وقالوا أن شعب تشاروا لم يكونوا أكلة لحوم بشر وأن الغواراني هم من قتله في الواقع. وثبت لاحقا، أنه لم توجد شهادة مباشرة عن هذه اللحظة. وبعد وصول المستوطنين الأوروبيين، قاوم التشاروا وجيرانهم تشانا غزو أراضيهم بشدة. في القرنين الثامن عشر والتاسع عشر، واجهت التشاروا استغلال رعاة الماشية لأرضهم والذي غير أسلوب حياتهم، مما تسبب في مجاعة وأجبرهم على الاعتماد على الأبقار والأغنام. وقاوم المستوطنون غاراتهم وقاموا بإطلاق النار دون حساب على أي هندي اعترض طريقهم.

## الإبادة الجماعية
لم يتناقص سكان التشاروا بشكل حاد حتى قام فروكتوسو ريفيرا، أول رئيس أوروغواي، بتنظيم حملة إبادة المعروفة باسم لا كامبانيا دي سالسيبويدس في عام 1831. وتشكلت من ثلاث هجمات مختلفة في ثلاثة أماكن مختلفة: «إل باسو ديل سوسي ديل كيغواي»، «إل سالسيبويدس»، وممر يعرف باسم «لا كويفا ديل تيغري». ويقال إنه منذ 11 أبريل 1831، عندما أطلقت حملة سالسيبويدس (وتمعني «اهرب إن أمكنك») برئاسة برنابي ريفيرا، ابن شقيق فروكتوسو ريفيرا، أصبحت قبيلة تشاروا منقرضة بشكل رسمي.
وتم القبض على أربعة من التشاروا على قيد الحياة في سالسيبويدس. وكانت أسماؤهم سيناكوا سيناكيه، وهو طبيب روحاني؛ فيماكا-بيرو سيرا، وهو محارب؛ وزوجين شابين، لوريانو تاكوافيه مارتينيز وماريا ميكايلا غويونوسا. تم أخذ الأربعة جميعا إلى باريس في عام 1833 حيث تم عرضهم أمام الجمهور. توفوا كلهم في فرنسا، بما في ذلك ابنة سيرا وغويونوسا التي ولدت هناك، والتي تبناها تاكوافيه.  سميت الطفلة ماريا مونيكا ميكايلا إيغوالداد ليبرتاد من قبل تشاروا، لكنها سجلت من قبل الفرنسيين باسم كارولينا تاكوافيه. تم بناء نصب التشاروا الأخيرون Los Últimos Charrúas تكريما لهم في مونتيفيديو عاصمة أوروغواي. 
منذ الثمانينيات - بعد انهيار الديكتاتورية في أوروغواي – قامت مجموعة من الناس بتأكيد وتثبيت أصلها من شعب تشاروا. في عام 1989، اجتمعوا في رابطة أدينش (وهي اختصار «رابطة المنحدرين من أمة تشاروا» بالإسبانية)، ثم اعترفوا بأنفسهم على أنهم أحفاد القبيلة. في عام 2005، تم تشكيل منظمة أخرى - منظمة أمة تشاروا - حيث ذكرت العائلات إلى العلن أنها من تشاروا واعترفوا بأنفسهم من القبيلة.

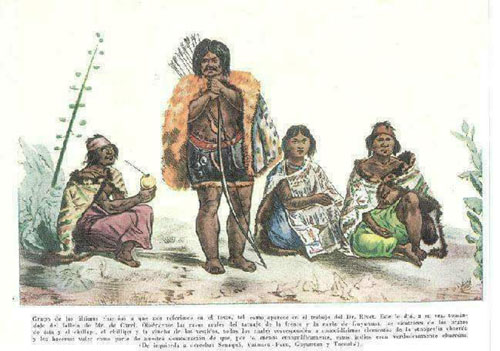
آخر التشاروا في عام 1833.

لا يعرف الكثير عن التشاروا بسبب محو معرفتهم في بدايات تاريخ أوروغواي. الوثائق الوحيدة الباقية عنهم هي كتبها المستكشفون الإسبان وعلماء الآثار والأنثروبولوجيا. وهناك أدبيات جديدة تبرز حاليا حول تاريخهم الشفوي العائلي وأنشطتهم.
يشيرون الأوروغوايانيون إلى أنفسهم باسم «تشاروا» في سياق المنافسات أو المعارك ضد القوى الأجنبية. وعندما يعرض الأوروغوايانيون شجاعتهم في مواجهة الصعاب فإنهم يستخدم التعبير «غارا تشاروا» (أو ثبات التشارويين) للإشارة إلى النصر في مواجهة هزيمة مؤكدة.
تخلى التشاروا تدريجيا عن سيادتهم بعد حملة سالسيبويدس بينما كانت الدولة الجديدة تؤكد سلطتها على كامل أراضيها. وذكر التعداد الأرجنتيني لعام 2001، أن هناك 676 من التشاروا يعيشون في مقاطعة إنتري ريوس.
هناك مقبرة للتشاروا تقع في بيريابوليس في إدارة مالدونادو. 
يلقب منتخب أوروغواي الوطني لكرة القدم بلقب «لوس تشارواس» إلى جانب فريق رجبي محلي في بورتو أليغري سمي أيضا على القبيلة.
شاروا هو أيضا اسم دبابة عسكرية برازيلية لنقل القوات.
في عام 1888 تم نشر قصيدة تاباري، وهي قصيدة ملحمية بقلم خوان زوريلا دي سان مارتن عن رجل من التشاروا وحبه لامرأة إسبانية.
وهناك شارع في مونتيفيديو في أحياء بوسيتوس وكوردون يدعى تشاروا.